# Dasymys rufulus
Dasymys rufulus is een knaagdier uit het geslacht Dasymys dat voorkomt in West-Afrika, van Senegal tot West-Nigeria, en volgens sommige auteurs ook in grote delen van Centraal- en Oost-Afrika: Kameroen, Zuidwest-Tsjaad, de Centraal-Afrikaanse Republiek, Zuid- en Zuidwest-Soedan, Congo-Brazzaville, Congo-Kinshasa, Noord-Angola, Midden- en Zuid-Tanzania, Zambia, Malawi en Midden-Mozambique. In dit geval zou Dasymys bentleyae Thomas, 1892 een oudere naam voor deze soort zijn, maar die naam wordt vooralsnog niet gebruikt in de wetenschappelijke literatuur. Het karyotype bedraagt 2n=36, FN=48 (in Senegal). D. rufulus is kleiner dan de meeste andere soorten van Dasymys.